# 금오초등학교 (경북)
금오초등학교는 대한민국 경상북도 구미시 원평동에 있는 공립 초등학교이다.

## 학교 연혁
- 1974.07.01 금오국민학교 설립인가
- 1976.03.02 구미국민학교에서 분리개교(13학급)
- 1976.08.16 교실 증축 및 변소 이개축 추가공사 준공(20개교실)
- 1977.02.16 제1회 졸업식(남52, 여57, 계109명)
- 1990.03.01 경북교육청 지정 교육평가 시범학교
- 1996.03.01 금오초등학교로 교명 변경
- 1996.06.19 급식소 준공
- 1997.03.01 구미교육청 지정 방과 후 교육활동 시범학교
- 2002.05.20 쓰레기 분리수거 창고 신축
- 2002.06.30 화단철거 및 인트로킹 공사
- 2002.07.10 본관 서편 옹벽공사
- 2002.08.20 화장실 증축 2실, 관리실 3실 마루바닥 및 창문 교체
- 2002.09.20 재래식 화장실 철거 및 인트로킹 공사
- 2002.12.10 조례대 교체 및 스탠드 지붕 설치
- 2003.02.19 제27회 197명 졸업(졸업생 총수 7,097명)
- 2003.03.01 34학급 편성(특수학급 1학급 포함)
- 2003.09.23 도서관 전산화
- 2003.10.02 기상대 및 암석원 설치
- 2003.10.05 자전거 보관소 증축
- 2005.08.01 본관 건물 마루 바닥 교체(3,4층)
- 2005.08.01 급수대 설치
- 2006.02.17 제30회 졸업식(남85, 여82, 계 167) 총 졸업생수(7,673명)
- 2006.03.01 25학급편성(특수반 2학급 포함)
- 2007.02.15 제31회 145명 졸업(총 졸업생수 7,818명)
- 2007.03.01 24학급편성(특수반 2학급 포함)
- 2007.07.01 본관 복도 창문 전면교체(운동장 쪽) 전,후관 교실 강화마루설치(복도 포함)
- 2007.09.01 34학급편성(특수반 2학급 포함)
- 2008.01.31 교실증축(서편) 1층: 789.18 2층: 800.28
- 2008.02.01 전후관 복도 연결, 전후관 외부 도색, 본관 승강기 설치, 과학실 현대화, 급식소 신설 건물로 이전
- 2008.02.15 제32회 131명 졸업(총 졸업생수 7,949명)
- 2008.02.25 방과후 보육 교실 공사
- 2008.02.27 곤충 체험 학습장 설치 공사
- 2008.03.01 41학급편성(특수반 2학급 포함)
- 2008.03.25 민간 참여 컴퓨터실 공사
- 2009.02.19 제33회 192명 졸업(총 졸업생수 8,141명)
- 2009.03.01 46학급 편성(특수학급 2학급 포함)
- 2009.12.21 스탠드 개축 공사
- 2010.02.17 제34회 201명 졸업(총 졸업생수 8,343명)
- 2010.03.01 경상북도교육청 지정 학력향상 시범학교
- 2010.12.05 급수대 설치(2개소), CCTV설치 및 경비실 설치
- 2011.02.16 제35회 228명 졸업(총 졸업생수 8,570명)
- 2011.03.01 47학급 편성(특수학급 2학급 포함)
- 2011.09.01 운동장 스탠드 우천 차단막 설치
- 2012.02.16 제36회 졸업식(남125, 여108 , 계233), 총 졸업생수 8,803명
- 2012.03.01 43학급 편성(특수학급 2학급 포함)
- 2012.10.15 강당 건축 유치
- 2012.10.24 전자도서관 구축
- 2013.02.20 제37회 졸업식(남 128명, 여 101명)
- 2013.03.01 41학급 편성(특수학급 2학급 포함)
- 2014.02.18 제38회 졸업식(남 103,여 98,계 201)
- 2014.03.01 40학급 편성(특수학급 2학급 포함)
- 2014.10.14 강당 '도담관' 개관
- 2018.03.01 36학급 편성(특수학급 1학급 포함)
- 2026.03.02 개교 50주년

## 참고 자료
- 금오초등학교 - 한국교육학술정보원 학교알리미